# Jérémie Bréchet
Jérémie Bréchet (* 14. August 1979 in Lyon) ist ein französischer ehemaliger Fußballspieler.

## Karriere

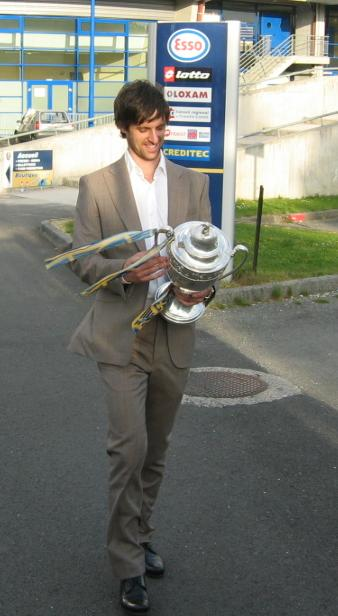
Bréchet mit dem französischen Pokal (2007)

### Vereine
Jérémie Bréchet stammt aus dem Nachwuchs des französischen Spitzenklubs Olympique Lyon. Im Jahr 1998 wurde er dort zum Profiteam geholt. Sein erstes Spiel für die erste Mannschaft absolvierte er am 11. September 1998. In den folgenden Jahren reifte er zum Stamm- und Nationalspieler. Nach fünf Jahren verließ er seinen Verein im Sommer 2003 und ging nach Italien zu Inter Mailand. Dort allerdings wurde er nicht dauerhaft glücklich und wurde nur selten eingesetzt, sodass er bereits nach einem Jahr erneut wechselte und zu Real Sociedad San Sebastián ging. Nach zwei Jahren mit erneut wenigen Einsätzen, entschloss er sich im Sommer 2006, nach Frankreich zurückzukehren und schloss sich dem FC Sochaux an, mit dem er im Jahr 2007 als Kapitän Pokalsieger wurde. Bréchet blieb dem FC Sochaux zwei Jahre treu, bevor er von 2008 bis 2009 bei der PSV Eindhoven spielte. Es folgten drei weitere Spielzeiten in Sochaux und eine bei der ES Troyes. Im Sommer 2013 verließ er den Erstligaabsteiger und unterschrieb für ein Jahr bei Girondins Bordeaux.
Nach lediglich vier Ligaeinsätzen für die Profimannschaft von Girondins Bordeaux, sowie zwei Meisterschaftsspielen für deren Amateurmannschaft, wechselte Bréchet in die französische Zweitklassigkeit zu Gazélec FC Ajaccio. Dort wurde er prompt zur Stammkraft in der Abwehrreihe und schaffte in seiner ersten Saison beim Team als Zweitplatzierter im Endklassement den Aufstieg in die höchste französische Fußballliga. Bis zum Saisonende hat er es auf 28 von 38 möglich gewesenen Ligaeinsätzen gebracht und zwei Tore beigesteuert. 2015/16 folgten 23 Einsätze in der Ligue 1, wobei das Team im Endklassement den Klassenerhalt verpasste und wieder in die zweite Liga abstieg. In dieser wurde er unter dem neuen Trainer Jean-Luc Vannuchi – Thierry Laurey hatte den Verein zum Saisonende 2015/16 verlassen – wieder als Stammspieler eingesetzt und brachte es als solcher auf 30 Ligaauftritte. Im Endklassement der Ligue 2 2016/17 belegte Gazélec FC Ajaccio mit dem neunten Rang einen Platz im Tabellenmittelfeld. In der nachfolgenden Spielzeit 2017/18 kam Bréchet bisweilen (Stand: 8. Januar 2018) in 13 Meisterschaftspartien zum Einsatz und kam zweimal zum Torerfolg.

### Nationalmannschaft
Bréchet kam in den Jahren 2001 und 2002 zu insgesamt drei Einsätzen im französischen Nationalteam. Sein Debüt gab er am 1. Juni 2001 unter Trainer Roger Lemerre während des Konföderationen-Pokals gegen Australien, bei der 0:1-Niederlage stand er in der Startformation. Im August und November 2002 wurde er von Jacques Santini in zwei Freundschaftsspielen gegen Tunesien und Serbien-Montenegro nochmals berücksichtigt.

## Titel und Erfolge

### Im Verein
- Französischer Meister: 2002, 2003
- Französischer Pokalsieger: 2007
- Französischer Ligapokalsieger: 2001
- Französischer Supercup-Sieger: 2002
- Aufsteiger der Ligue 2 in die Ligue 1: 2015
- Niederländischer Superpokalsieger: 2008

### In der Nationalmannschaft
- Konföderationen-Pokalsieger: 2001